# 実況者ねが本拠地
実況者ねが本拠地（2001年3月18日 - ）は、千葉県出身のゲーム実況者、YouTuber。主にYouTubeでマインクラフトの実況動画をメインに投稿している。ゲーム実況者グループ「パラソル」の結成メンバーでもある。

## 人物
- 好きな食べ物はいくら
- 褒め言葉が全て煽りに聞こえるという特技を持っている
- 好きな芸能人は福原遥
- 2017年末のインタビューで活動の影響を受けたYouTuberとしてポッキー、ワタナベマホトをあげている[2]

## 生い立ち
2001年3月18日、千葉県内にて出生。生まれた頃は約3600gととても重い方であったと本人は語っている。
内気な性格であり、家にこもってテレビを見たり、自宅にあったパソコンで母親と「ファインディング・ニモ」のゲームをよくやっていた。
幼稚園生の頃、過度ではないもののいじめを受けていた。

## 来歴

### マイクラ実況者として活動を開始

#### 中学1年生、動画初投稿
中学1年生、現在の実況仲間でもあるラギにマインクラフトを勧められる。
2014年3月、「ボッチマン318318」という名前でYouTubeでの実況活動を開始。
同年5月、「ねが」という名前に改名し、YouTubeでの本格的な活動開始。
初期の頃はMinecraftのハンガーゲームズなどの動画を投稿していた。
最初は再生も伸び悩んでいたものの、ある日突然急に再生回数が増え始め、コメントもしてもらえるようになったとのこと。

#### マイクラ実況者として頭角を現し始める
2015年6月24日、UUUMネットワークに応募し、合格したと自身のXで公表。合格はしたものの加入はせず。
同年10月、登録者数1万5,000人突破。
11月7日、自身のサブチャンネル「2ndねが」を開設。実写動画などを投稿していた。現在は後述の「ねがのヤサ」というチャンネルになっている。
2016年1月、チャンネル登録者数5万人突破。
同年2月、サブチャンネルの移行を発表。以前の「2ndねが」から「実況者ねが2nd」という新チャンネルに変更された。このチャンネルは後に「ねがさんの日常」へと名前を変え、現在は後述の「パラソル」の公式チャンネルとして使用されている。
4月5日、「Google Play GAME WEEK」に初出演。実況者である「はこ」と共演し、マインクラフトを実況プレイした。
5月10日、UUUMに所属したことを報告する動画を投稿（現在は非公開）。実際には約半年前から既に所属していた。
同年7月、登録者数12万人突破。
8月5日、UUUM主催のU-FES.TOURに初参加。
2017年3月25日、Twitchアカウント開設。運用や告知は特にされず。
同年12月、登録者数30万人突破。突破を記念してグッズを発売。

#### チャンネルの方針転換
2018年前半、マイクラ実況から徐々にフォートナイト実況へと自身のチャンネルの方針を転換する。
2018年後半、前述の方針の転換をもとに戻す。フォートナイト実況ではなくマイクラ実況者としての動画投稿を再開
同年11月、登録者数40万人突破。

### 「パラソル」として活動を開始

#### パラソル結成〜新メンバー加入
2018年末〜2019年初頭、チャンネル屈指の人気シリーズとなる「喰種脱獄」、「喰種借金」を開始。後者に関しては全270話ほど続き自身の動画シリーズで最も長いものとなった。
2019年2月26日、マイクラ実況者グループ「パラソル」結成。「喰種脱獄・借金」を共に実況プレイしていたねが、ラギ、かすみがメンバーとなり活動。パラソルとしての動画もメインチャンネルに投稿するようになり、実質的なパラソルの活動拠点となった。
5月18日、マイクラ10周年を記念して32名の有名クリエイターがリレー形式で動画を繋ぐ「マインクラフト10周年特別企画」に参加。
9月16日、登録者数50万人突破。突破を記念してグッズを発売。
同年12月、以前からサブチャンネルで「関さん」という名前でお手伝いとして出演していた「けあー」がメインチャンネルに登場し、しれっとパラソルへ加入。

#### UUUM退所〜メンバー変動ラッシュ
2020年1月19日、自身がまだ中学生の2016年初頭から所属していたUUUMを退所。理由については「悩みまくった」「今の活動に必要かを冷静に考えた結果この判断になった」と語っている。
3月31日、「みつき」がメインチャンネルへ初登場、パラソルに新メンバーとして加入。
5月3日、初期メンバー「かすみ」の活動休止を発表。
同年10月、2019年末より何度かメインチャンネルに登場していた「ざっく」が「にぶぶ」としてパラソルに加入。
同年12月、12名のマイクラ実況者が参加した「マイクラ人狼リーグ」に参加。
2021年2月5日、去年5月から活動を休止していたメンバーの「かすみ」が活動を再開。
同年5月、この頃より以前開設していたTwitchの運用を開始。こちらのアカウントでも配信活動を行うようになる。
11月24日、「けあー」がパラソルから脱退することを自身のXで発表。理由については「活動に対しての考え方が他メンバーと違った」と説明されている。
2022年2月5日、2020年末よりパラソル配信に多数出演し、"パラソルのペット"として扱われるようになった「なつめ」が正式に新メンバーとしてパラソルに加入。
これ以降メンバーの変動はなく、6人グループとしてメインチャンネルで活動。

### パラソルチャンネル移行
2022年10月、この頃からサブチャンネルの「ねがさんの日常」にパラソルとしての動画の投稿を開始。今までの動画とは企画・構成も変わり、マイクラ企画ではなくメンバーに焦点を当てた動画を制作し始める。またパラソルではない裏方が数人、動画に登場するようになる。
11月4日、数多くの有名実況者が参加するGTA5企画「ストグラ」へ初参加。「ねが田 さぶ郎」としてストグラの世界へ転入するも2、3回の配信で終わる。
2023年1月上旬、サブチャンネルとして使用していた、「ねがさんの日常」を「パラソル【公式】」に名前を改めパラソルの活動拠点として使用し始める。
同年5月、メインチャンネルからパラソルとしての動画が投稿されなくなり、ねが個人のチャンネルへと徐々にシフトチェンジ。これに伴い、パラソル名義でのマイクラ企画は前述の「パラソル【公式】」チャンネルへと移行。一方で、これまで「パラソル【公式】」で投稿されていたメンバーに焦点を当てた企画や、裏方が登場する形式の動画は制作されなくなった。後に「パラソル【公式】」のチャンネル名は「パラソル」に変更される。
※パラソルとしての活動は別チャンネルに移行しているため、本ページではこれ以降のパラソルに関する詳細な記述は割愛する。

### ソロ活動・新チャンネル運用
2024年5月17日、「ストグラ」での活動を再開。「三条 ねぎ」として世界へ転入し、時々配信活動を行っている。
2025年2月7日、2015年頃、サブチャンネル移行前まで使用していた「2ndねが」の名前を「ねがのヤサ」に変更し運用を再開。フォートナイトの動画を投稿。
4月5日、前述の「ねがのヤサ」をストグラ配信の切り抜き動画投稿チャンネルとして活用開始。ねが本人のストグラ配信が以前よりは活発になったものの未だ不定期であるため、このチャンネルの更新も不定期である。

## 出演

### テレビ番組
- ＃ジューダイ（2018年10月4日,12月6日※再放送 - NHK Eテレ）[16][17]

### Web番組
- Google Play GAME WEEK (2016年4月5日 - YouTube)
- Google Play Game Fest 2016 初夏 (2016年6月18日 - YouTube)
- Google Play's Game Fest 2016 夏 (2016年8月22日 - YouTube)
- Google Play's Game Fest 2016 冬 (2016年12月23日 - YouTube)
- 実況者大集合！ゼロから始めるペルソナ5R大予習SP（2019年9月27日 - YouTube）[18]

### イベント
- U-FES.TOUR 2016 in Osaka 昼の部（2016年8月5日 - なんばHatch）[19]
- U-FES.TOUR 2016 Final in Tokyo 昼の部（2017年1月28日、29日 - 品川プリンス ステラボール）[20]
- はじめてのYouTuber展 ～UUUM-Museum～（2017年8月4日 - 渋谷modi 5F「HMV&BOOKS TOKYO」）[21]
- ZUUUM 〜Monthly Creators Live〜 6月号（2018年6月24日）[22]
- U-FES.Games 2018（2018年8月4日、5日 - TFTホール）[23]
- ZUUUM 〜Monthly Creators Live〜 8月号（2018年8月19日）
- UUUM GAMER PARTY！（2019年2月24日 - 渋谷ストリームホール）[24]
- U-FES.TOUR 2019 Games in Tokyo（2019年11月30日 - 新宿ReNY）

### 雑誌
- Star Creators!〜YouTuberの本〜 February 2019（2019年1月22日 - KADOKAWA）[25]

#### 動画
1. 1 2 3  実況者ねが本拠地 (2017-08-31), ※僕の個人情報です。 [Drew my life] 2025年6月6日閲覧。
2. ↑  実況者ねが本拠地 (2020-03-31), 【マインクラフト】パラソルが歩いた場所に"悪魔の実"が出る世界で生きる #1 【マイクラ データパック】 2025年6月6日閲覧。
3. ↑  実況者ねが本拠地 (2020-05-02), 【お別れ】かすみ君ありがとうございました。 【パラソル36時間リレー配信】 2025年6月6日閲覧。
4. ↑  実況者ねが本拠地 (2019-12-31), 【マインクラフト】空からアイテムが降ってくる世界ならダイヤ即見つかる...? 【マイクラ】 2025年6月6日閲覧。
5. ↑  実況者ねが本拠地 (2021-02-05), かすみ、復帰します　【24時間リレー配信】 2025年6月6日閲覧。
6. ↑  ねがのヤサ (2025-02-07), 初代フォートナイトでねがが復活した…ｗ 2025年6月6日閲覧。
7. ↑  ねがのヤサ (2025-04-04), エイプリルフールで何も知らずに入った男『三条ねぎ』がヤバすぎるｗｗ【ストグラ】【シャッフルパージデー】 2025年6月6日閲覧。